# Thomas Paget (général)
Thomas Paget (décédé le 28 mai 1741) est un officier de l'armée britannique et un homme politique qui siège à la Chambre des communes de 1722 à 1727. Il est l'ancêtre de la famille Paget, marquis d'Anglesey.

## Biographie
Il est le seul fils survivant d'Henry Paget et de sa seconde épouse Mary, fille du colonel Hugh O'Rorke, autrefois haut shérif de Leitrim. Henry Paget est un fils cadet de William Paget (5e baron Paget) et frère de William Paget (6e baron Paget), et s'est installé en Irlande.
Paget entre dans l'armée sous le règne du roi Guillaume III et est pendant de nombreuses années officier du 8th Horse (plus tard 7th Dragoon Guards), avec lequel il sert sous le duc de Marlborough. Le 1er août 1710, il est promu lieutenant-colonel du 8e régiment de cavalerie. Il est fait capitaine d'une compagnie dans les Grenadier Guards (se classant comme lieutenant-colonel d'infanterie) le 5 mars 1711, et lieutenant-colonel de la 1st Troop of Horse Grenadier Guards le 10 mars 1715. Paget se présente sans succès en tant que député d'Ilchester aux élections générales de 1722, mais est élu le 11 décembre sur pétition. Il ne se représente pas en 1727 et prend le poste (jusqu'à sa mort) de valet de la Chambre à coucher du roi George II.
Le 28 juillet 1732, Paget est nommé colonel du 32e Régiment de fantassins, dont il est retiré le 13 décembre 1738 pour passer au 22e Régiment de fantassins. En 1739, il est promu au grade de brigadier-général, et en 1741 est nommé sous-gouverneur de Minorque, y mourant la même année.
Par son épouse Mary, fille de Peter Whitcombe de Great Braxted, Paget est le père de Caroline Paget (décédée le 7 février 1766). Elle épouse Nicholas Bayly (2e baronnet) et leur fils Henry devient 9e baron Paget après la mort du dernier membre de la famille Paget en 1769. Il adopte le nom de famille de Paget et est l'ancêtre de la famille Paget actuelle.